# Sau Huhun

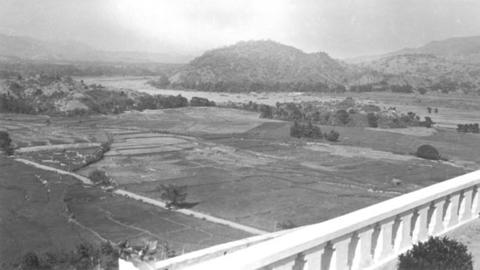
Blick hinab von Sau Huhun (um 1940)

Sau Huhun (in Galoli, tetum Sau Tutun, auch Saututo) ist eine historische Befestigungsanlage bei der osttimoresischen Stadt Manatuto. Im Portugiesischen werden solche Anlagen als Tranqueira (deutsch Deckung, Verschanzung) bezeichnet.
Die Anlage steht auf dem Gipfel eines Iliheu Tatua (72 m), mit Blick auf die Pousada Manatuto (nach anderen Angaben der Sitz des Kolonialadministrators von Manatuto). Nordöstlich befindet sich am Hang eine weitere Anlage, die denselben Namen, wie der Hügel trägt. In Sau Huhun kann man stellenweise kaum noch die Mauern erkennen. Steine der Tranqueira wurden wohl auch zum Bau der Pousada verwendet. Mauerreste stehen noch an den Rändern im Osten, Norden und Westen. Den Verlauf von Ost- und die Westmauer konnte man anhand niedriger Mauerstücke und Steine nachvollziehen. Die Mauern auf der Westseite bestanden aus einer Mischung aus aufgeschütteter Erde und Felsbrocken. Im Innenraum der Wehranlage standen wahrscheinlich Häuser. Hier fanden Wissenschaftler Scherben von chinesischem Geschirr, wie es früher als Handelsware in die Region kam. Außerdem gab es Reste von anderen Tongefäßen und Muscheln.